# Yoshino Nanjō

Yoshino Nanjō (南條愛乃 Nanjō Yoshino?) es una seiyu y cantante japonesa, nacida el 12 de julio de 1984 en la prefectura de Shizuoka. Desde el 1 de diciembre de 2021 está afiliada a VOICE KIT. Entre sus papeles más populares está la voz para el personaje Eli Ayase, de la serie de anime Love Live!. Actualmente es la vocalista de la banda musical fripSide y también se desempeña como solista.

## Biografía
La carrera musical de Nanjō comenzó en el año 2009, cuando reemplazó a la cantante Nao como la vocalista de la banda fripSide. Su primera canción como miembro de la banda fue "only my railgun", la cual fue utilizada como tema de apertura de la serie de anime de televisión, To Aru Kagaku no Railgun. En 2010 fue elegida para formar parte de la franquicia Love Live! interpretando a Eli Ayase, un miembro del grupo de idols femeninos de ficción μ's. Ella lanzó su primer miniálbum "Katarumoa" el 12 de diciembre de 2012. Posteriormente lanzó su primer sencillo como solista titulado "Kimi ga Emu Yuugure" el 23 de noviembre de 2013; la canción del título se utiliza como el primer tema de cierre de la serie de televisión de anime de 2013, Tokyo Ravens. En el año 2015, ella junto con las otras actrices de voz de Love Live!, recibió el Best Singing Award en la novena edición de los Seiyū Awards.

## Roles como seiyū

### Anime
2006
- Soul Link como Aya Sugimoto
- Tsuyokiss Cool×Sweet como Honoka Konoe
- Hanoka como Mika Kisaragi

2007
- D.C. II: Da Capo II como Koko Tsukishima

2008
- D.C.II S.S.: Da Capo II Second Season como Koko Tsukishima

2009
- Weiß Survive como Cal
- CANAAN como Maria Oosawa
- Modern Magic Made Simple como Student (ep 2)
- To Aru Kagaku no Railgun como Maaya Awatsuki
- Weiß Survive R como Cal
- Katekyo Hitman Reborn! como Yuni

2010
- Baka to Test to Shokanju como Aiko Kudō
- Tantei Opera Milky Holmes como Kokoro Akechi

2011
- Cardfight!! Vanguard como Rekka
- Hourou Musuko como Kanako Sasaki
- Hanasaku Iroha como Namiko Igarashi
- Hoshizora e Kakaru Hashi como Young Hajime Nakatsugawa
- Seikon no Qwaser II como Tsubasa Amano
- Morita-san wa Mukuchi como Hana Matsuzaka
- Baka to Test to Shokanju Ni como Aiko Kudō
- Nekogami Yaoyorozu como Haruka, Kyōko Daimonji
- Maken-ki! como Otohime Yamato

2012
- Recorder and Randsell como Tetsuya
- Tantei Opera Milky Holmes Dai-Ni-Maku como Kokoro Akechi
- Mōretsu Uchū Kaizoku como Yayoi Yoshitomi
- Another como Sayuri Kakinuma
- Recorder and Randsell Re como Tetsuya
- Shirokuma Cafe como Nursery School Teacher (ep 17)
- Cardfight!! Vanguard: Asia Circuit Hen como Rekka
- Tari Tari como Akiko Okuto
- Upotte!! como 88(SR-88A)
- Joshiraku como Gankyō Kūrubiyūtei
- Robotics;Notes como Akiho Senomiya

2013
- D.C.III: Da Capo III como Edward Watson
- Minami-ke Tadaima como Miyuki
- Love Live! como Eli Ayase
- To Aru Kagaku no Railgun S como Maaya Awatsuki
- Recorder and Randsell Mi como Tetsuya
- Senki Zesshō Symphogear G como Shirabe Tsukuyomi
- Futari wa Milky Holmes como Kokoro Akechi

2014
- Toaru Hikūshi e no Koiuta como Nanako Hanasaki
- Akuma no Riddle como Nio Hashiri
- Love Live! 2 como Eli Ayase
- Magica Wars como Matsuri Sengen
- PriPara como Nao

2015
- Classroom Crisis como  Subaru Yamaki
- Senki Zesshō Symphogear GX como Shirabe Tsukuyomi
- Tantei Kageki Milky Holmes TD como Kokoro Akechi

2016
- Netoge no Yome wa Onna no Ko Janai to Omotta? como  Yui Saitō / Nekohime
- Schwarzesmarken como  Liz Hohenstein

2017
- Atom: The Beginning como Maria
- Clockwork Planet como Naoto Miura
- Senki Zesshō Symphogear AZX como Shirabe Tsukuyomi

### OVAs/ONAs
- Ah! My Goddess: Itsumo Futari De como Eiru, Saaga
- Baby Princess 3D Paradise 0 [Love] como Sakura
- Morita-san wa Mukuchi como Hana Matsuzaka
- Penguin Girl como Nene Kurio
- To Aru Kagaku no Railgun como Maaya Awatsuki

### Videojuegos
2006
- Ar tonelico: Melody of Elemia como Krusche Elendia, Tastiella de Lu
- Soul Link EXTENSION como Aya Sugimoto

2007
- The Bincho-tan Shiawase-goyomi como Additional Voice

2009
- Little Anchor como Chloe Anderson
- Canvas 3: Tanshoku no Pastel como Renka Yamabuki

2010
- Ar tonelico Qoga: Knell of Ar Ciel como Krusche Elendia
- fortissimo//Akkord:Bsusvier como Sakura
- Tales of Graces f como Little Queen
- Detective Opera Milky Holmes como Kokoro Akechi

2011
- Otome wa Boku ni Koishiteru ~ Futari no Elder como Awayuki Reizei

2012
- Soulcalibur V como Leixia
- Da Capo III como Koko Tsukishima
- Robotics;Notes como Akiho Senomiya
- Tales of Graces f como Little Queen

2013
- The Guided Fate Paradox como Lanael Shiratori

2014
- Aiyoku no Eustia como Eustia Astraea
- Hyperdevotion Noire: Goddess Black Heart como Ryūka
- Magica Wars como Matsuri Sengen

2015
- Battle Girl High School como Renge Serizawa
- Genei Ibun Roku X FE como Kiria Kurono[5]
- Final Fantasy XIV: Heavensward como Krile
- Stella Glow como Lisette

2018
- Magia Record como Suzune Amano

2019
- Love Live! School Idol Festival ALL STARS como Eli Ayase.

2020
- Tokyo Mirage Sessions#FE ENCORE como Kiria Kurono
- Fire Emblem Heroes como Kiria Kurono

## Discografía

### Álbumes
| N.º | Año  | Información                                              | Posición en el top Oricon |
| --- | ---- | -------------------------------------------------------- | ------------------------- |
| 1   | 2015 | Tokyo 1/3650 - Publicado: 22 de julio de 2015            | 5                         |
| 2   | 2016 | N no Hako - Publicado: 13 de julio de 2016               | 4                         |
| 3   | 2017 | San Trois - Publicado: 12 de julio de 2017               | 6                         |
| 4   | 2021 | A Tiny Winter Story - Publicado: 22 de diciembre de 2021 |                           |

### Singles
| N.º | Año  | Información                                                             | Posición en el top Oricon |
| --- | ---- | ----------------------------------------------------------------------- | ------------------------- |
| 1   | 2013 | Kimi ga Emu Yuugure - Publicado: 27 de noviembre de 2013                | 33                        |
| 2   | 2014 | Anata no Aishita Sekai - Publicado: 5 de noviembre de 2014              | 17                        |
| 3   | 2015 | Tasogare no Starlight - Publicado: 29 de abril de 2015                  | 18                        |
| 4   | 2015 | Kimi wo Sagashi ni - Publicado: 10 de junio de 2015                     | 14                        |
| 5   | 2016 | Zero Ichi Kiseki - Publicado: 25 de mayo de 2016                        | 10                        |
| 6   | 2017 | Hikari no Hajimari - Publicado: 17 de mayo de 2017                      | 8                         |
| 7   | 2017 | Issai wa Monogatari (feat. Nagi Yanagi) - Publicado: 17 de mayo de 2017 | 7                         |
| 8   | 2019 | Kimi no Tonari Watashi no Basho - Publicado: 6 de febrero de 2019       | 13                        |
| 9   | 2019 | Sayonara no Wakusei - Publicado: 13 de marzo de 2019                    | 14                        |
| 10  | 2020 | Yabu no Naka no Synthese - Publicado: 29 de abril de 2020               | 10                        |
| 11  | 2020 | Namida Nagaruru Mama - Publicado: 25 de noviembre de 2020               | 23                        |
| 12  | 2021 | EVOLUTiON : - Publicado: 10 de noviembre de 2021                        |                           |

### Miniálbumes
| N.º | Año  | Información                                    | Posición en el top Oricon |
| --- | ---- | ---------------------------------------------- | ------------------------- |
| 1   | 2012 | Katarumoa - Publicado: 12 de diciembre de 2012 | 83                        |
| 2   | 2019 | LIVE A LIFE - Publicado: 24 de julio de 2019   | 9                         |

### Otros álbumes
| N.º | Año  | Información                                                                                 | Posición en el top Oricon |
| --- | ---- | ------------------------------------------------------------------------------------------- | ------------------------- |
| 1   | 2018 | Nanjo Yoshino Best Album THE MEMORIES APARTMENT -Original- - Publicado: 18 de julio de 2018 | 11                        |
| 2   | 2018 | Nanjo Yoshino Best Album THE MEMORIES APARTMENT -Anime- - Publicado: 18 de julio de 2018    | 12                        |
| 3   | 2020 | Acoustic for you. - Publicado: 2 de septiembre de 2020                                      | 8                         |